# Monika Wulf-Mathies
Dr. Monika Wulf-Mathies (Wernigerode, 17 maart 1942) is een politicus van Duitse afkomst. Ze is aangesloten bij de partij SPD.

## Biografie
Mathies studeerde geschiedenis, germanistiek en economie. In 1968 schreef ze een proefschrift, waarmee ze haar doctorstitel verwierf. Tussen 1971 en 1973 was Mathies werkzaam op het Ministerie van Economische Zaken. Vervolgens werkte ze tussen 1973 en 1976 op het Bundeskanzleramt. In 1976 werd ze lid van het bestuur van de vakbond Gewerkschaft Öffentliche Dienste Transport uni Verkehr (ÖTV). In eerste instantie was ze verantwoordelijk voor het sociale beleid, de gezondheidszorg en emancipatie, maar in september 1982 werd Mathies benoemd tot voorzitter van de vakbond. Deze functie bekleedde ze tot januari 1995.
Tussen januari 1995 en september 1999 was Mathies het Duitse lid van de Europese Commissie. Ze was verantwoordelijk voor de portefeuilles regionaal beleid, cohesie en relaties met het Comité van de Regio's. Na haar vertrek bij de EU was Mathies tussen 2001 en 2008 lid van de Raad van Bestuur van de Deutsche Post.
 Martin Bangemann ·  Ritt Bjerregaard ·  Emma Bonino ·  Leon Brittan ·  Hans van den Broek ·  Édith Cresson ·  João de Deus Pinheiro ·  Franz Fischler ·  Pádraig Flynn ·  Anita Gradin ·  Neil Kinnock ·  Erkki Liikanen ·  Manuel Marín ·  Karel Van Miert ·  Mario Monti ·  Marcelino Oreja ·  Christos Papoutsis ·  Jacques Santer ·  Yves Thibault de Silguy ·  Monika Wulf-Mathies
- Gemeinsame Normdatei: 107218380
- International Standard Name Identifier: 0000 0000 3219 4437
- Library of Congress Control Number: n92047867
- Nederlandse Thesaurus van Auteursnamen: 068444370
- Parlement.com: vi2glo92s0zo
- Réseau des bibliothèques de Suisse occidentale: 02-A003987949
- Système universitaire de documentation: 059932147
- Virtual International Authority File: 76828818
- WorldCat: E39PBJqbj9cFdjFCDBjVYjJbh3